# Піку (острів)
О́стрів Пі́ку (порт. Ilha do Pico, МФА: [ˈi.ʎɐ du ˈpi.ku], «Піковий») — вулканічний острів у північній частині Атлантичного океану. Складова Азорського архіпелагу. Володіння Португалії, автономного регіону Азорські острови. Один із 9 заселених островів архіпелагу. Разом із островами Грасіоза, Сан-Жорже, Терсейра та Фаял належить до Центральної групи Азорських островів. Поділений між муніципалітетами Лажеш-ду-Піку, Мадалена і Сан-Роке-ду-Піку. Площа — 447 км². Населення — 14806 осіб (2001).

## Назва
Назва острова українською мовою перекладається як «пік», що безпосередньо пов'язано із знаходженням на ньому найвищого піку Португалії. Острів набув важливого стратегічого значення відразу після свого відкриття, — завдяки своєму вигідному географічному розташуванню він став проміжним пунктом на шляху між Америкою та Європою.

## Географія
Острів розташований у північній частині Атлантичного океану. Його західна частина відокремлена від сусіднього острова Фаялу вузькою протокою завширшки трохи більше 8 км, яку часто називають каналом Фаялу. Крайня точка ж північної частини острова знаходиться за 15 км від північного сусіда — острова Сан-Жорже. Максимальна довжина острова сягає 42 км, ширина — 20, із загальною площею 477 км². Найвищою точкою є гора Піку (порт. Montanha do Pico), висота якої сягає 2351 м над рівнем моря, що одночасно є найвищою точкою Португалії.
Видовжений за формою, острів разом зі своїм сусідом Фаялом утворився в результаті розлому літосферних плит, що проходить у зоні Центральної групи архіпелагу на віддалі близько 350 км. Утворений в результаті вулканічних процесів, острів нараховує три вулканічних комплекси з вулканіми центрального типу: Сан-Роке, Лажеш і Мадалена. Усередині острова знаходиться його гора Піку у вигляді конуса, який був утворений одним з цих вулканів, що у верхній частині завершується так званим Піку-Пекену або Пікінью (порт. Pico Pequeno, Piquinho). Останнє виверження вулкана на острові було зафіксовано у 1963 році — з невеликим підводним виверженням неподалік північно-західного узбережжя. Проте найбільші виверження відбулись у 1562—64, 1718 і 1720 роках. Особливо істотним було виверження 1718 року, частини лави якого у формі язика простягаються на 10 км від острова.

## Історія
Попередня назва острова — Сан-Дініш (порт. Ilha de São Dinis). На мапах 14 століття з'являється інша назва — острів Голубів (порт. Ilha dos Pombos). Заселення — з 1460 року (Лажеш-ду-Піку), але остаточним стало лише з 1483 року, коли фландрієць за походженням Жосс ван Гуртер заснував Сан-Матеуш. Незабаром, за часів португальського короля Дона Мануела Першого у 1501 році населений пункт Лажеш-ду-Піку отримав статус селища. Пізніше, у 1542 році селищем став Сан-Роке-ду-Піку, а у 1712 року — Мадалена.

## Муніципалітети
- Лажеш-ду-Піку
- Мадалена
- Сан-Роке-ду-Піку

разом поділені на 17 муніципальних громад. Найбільшим населеним пунктом є селище Мадалена з кількістю мешканців трохи більше 6 тис. осіб, що знаходиться у північно-західній частині острова. Там же, поблизу населеного пункту Бандейраш, знаходиться новий сучасний аеропорт регіонального значення, з якого виконуються регулярні рейси у трьох основним напрямках: Лісабон, Понта-Делгада та Терсейра. Усього на острові мешкає близько 15 тис. осіб (станом на 2001 рік).

## Економіка
Економіка острова представлена м'ясомолочною промисловістю, рибальством та виноробством. Сільськогосподарські угіддя займають 28 відсотків території острова. Вирощуються фрукти, зернові культури. Полювання на китів з кінця 1980-х років стало забороненим, проте місцеві майстри образотворчого мистецтва славляться виробами з китової кістки, на яку здатні наносити будь-які зображення.
Завдяки своїм унікальним виноградникам, у 2004 році Ландшафт виноградної культури острова Піку був оголошений світовою спадщиною ЮНЕСКО, що в свою чергу спричинило зростання кількості туристів, що відвідують острів. Схили цього ландшафту унікальні тим, що уся його площа у 987 га утворена ще у 15 столітті невеликими за розміром прямокутними ділянками, які місцеве населення називає «куррайш» (порт. currais), і що відмежовані одна від одної викладеними вручну стінами з чорного базальту, що розташовані паралельно і перпендикулярно морському узбережжю, з метою захисту виноградників від морської води та вітру. Крім того, на острові є чудові умови для практикування водних видів спорту.

## Галерея

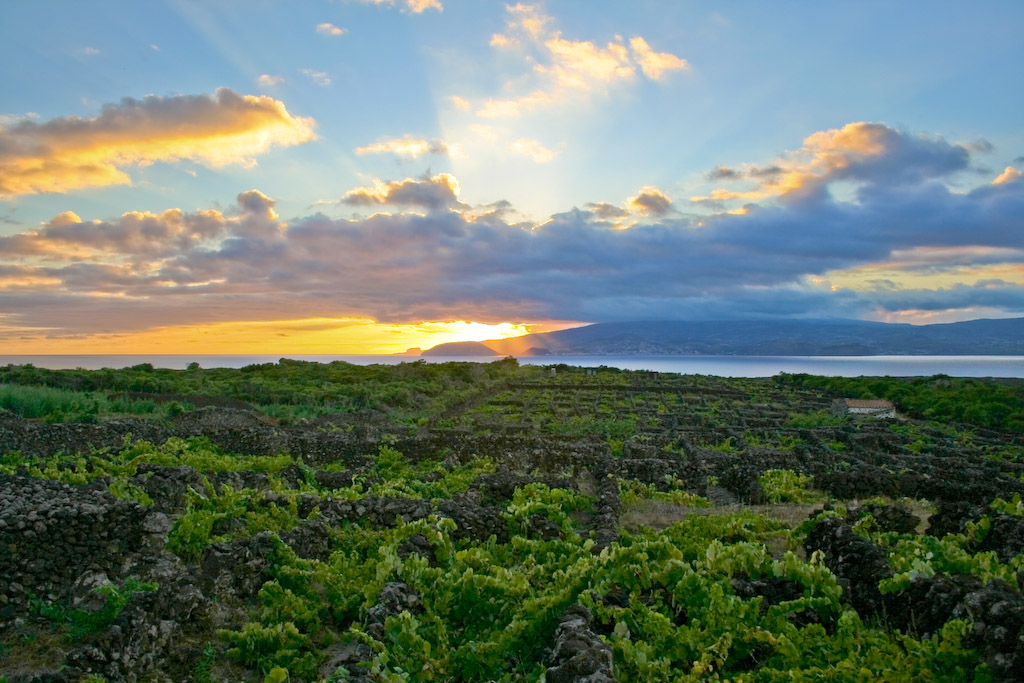
Виноградники острова
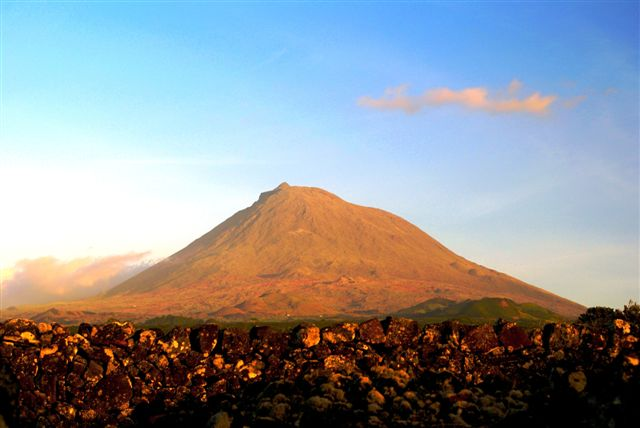
Вигляд гори Піку
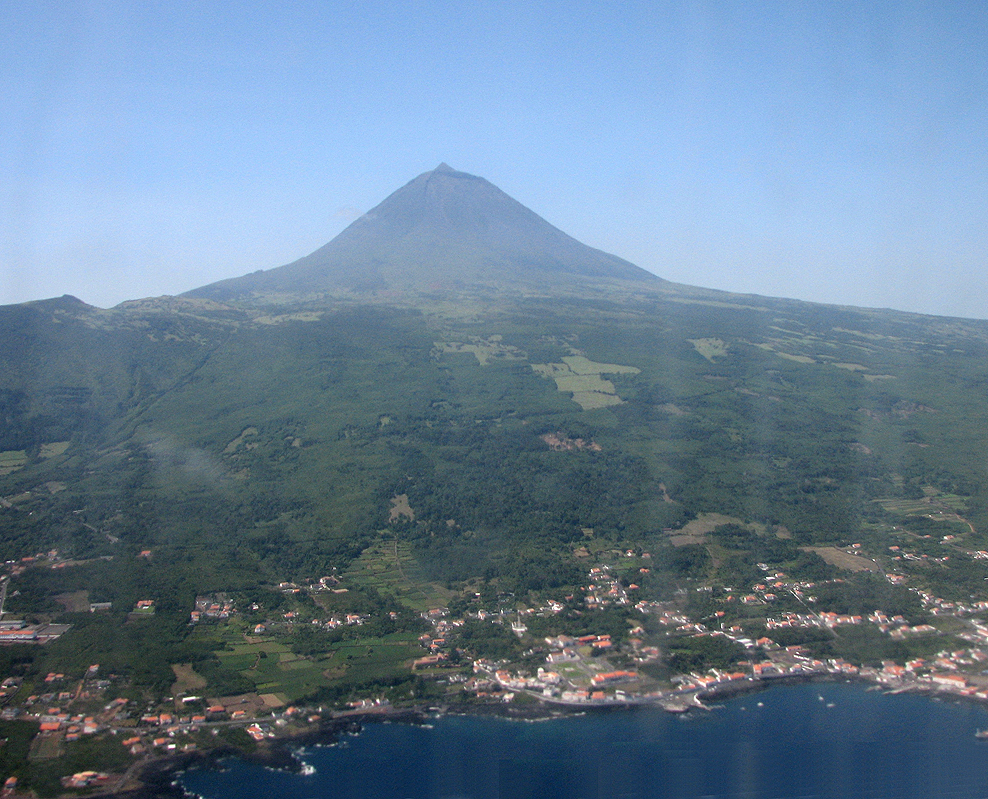
Вигляд острова з літака
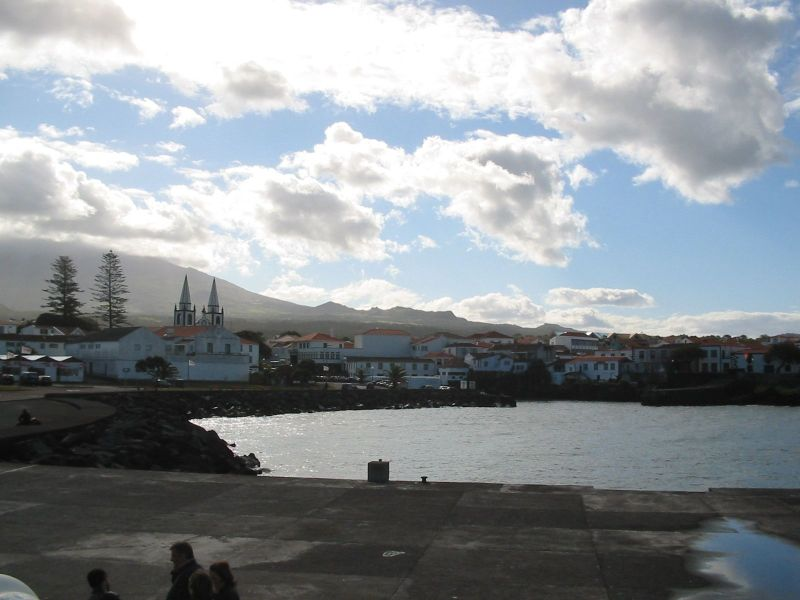
Панорама гавані селища Мадалени